# 康明斯尤尼特
康明斯尤尼特（英語：Cummins Unit）是位於美國阿肯色州林肯縣的一個非建制地區。該地的面積和人口皆未知。

## 地理
康明斯尤尼特的座標為34°03′05″N 91°35′02″W / 34.05139°N 91.58389°W，而該地的平均海拔高度為54米（即177英尺）。